# Klątwa skorpiona
Klątwa skorpiona (ang. The Curse of the Jade Scorpion) – amerykańsko-niemiecka komedia kryminalna z 2001 roku, wyreżyserowana przez Woody’ego Allena do własnego scenariusza. Allen wystąpił również w jednej z głównych ról.

## Główne role
- Woody Allen – CW Briggs
- Dan Aykroyd – Chris Magruder
- Helen Hunt – Betty Ann „Fitz” Fitzgerald
- Charlize Theron – Laura Kensington
- David Ogden Stiers – Voltan
- Wallace Shawn – George Bond

## Fabuła
Akcja filmu toczy się w latach 40. XX wieku. C.W. Briggs jest detektywem pracującym w firmie ubezpieczeniowej. Betty Ann Fitzgerald jest specjalistką od wydajności pracy, od niedawna pracuje w jego wydziale gdzie próbuje dokonać reorganizacji. Oboje są do siebie wrogo nastawieni. Podczas kolacji w jednym z klubów zostają zahipnotyzowani przez Voltana za pomocą staroegipskiej figurki Skorpiona. Od tego czasu uczestniczą, niczego nieświadomi, w procederze kradzieży biżuterii.